# Rehburg-Loccum
Rehburg-Loccum ist eine Stadt in Niedersachsen im Südosten des Landkreises Nienburg/Weser und mit gut 10.000 Einwohnern die zweitgrößte Stadt des Landkreises. Sie hat den Status einer Einheitsgemeinde.

## Geografie

### Geografische Lage
Rehburg-Loccum grenzt an das Steinhuder Meer. Das Stadtgebiet wird vom Höhenzug der Rehburger Berge durchzogen und vom Steinhuder Meerbach als Wasserablauf des Steinhuder Meeres in Ost-West-Richtung durchflossen. Der Naturpark Steinhuder Meer erstreckt sich unter anderem über das Gebiet Rehburg-Loccums.

### Stadtgliederung

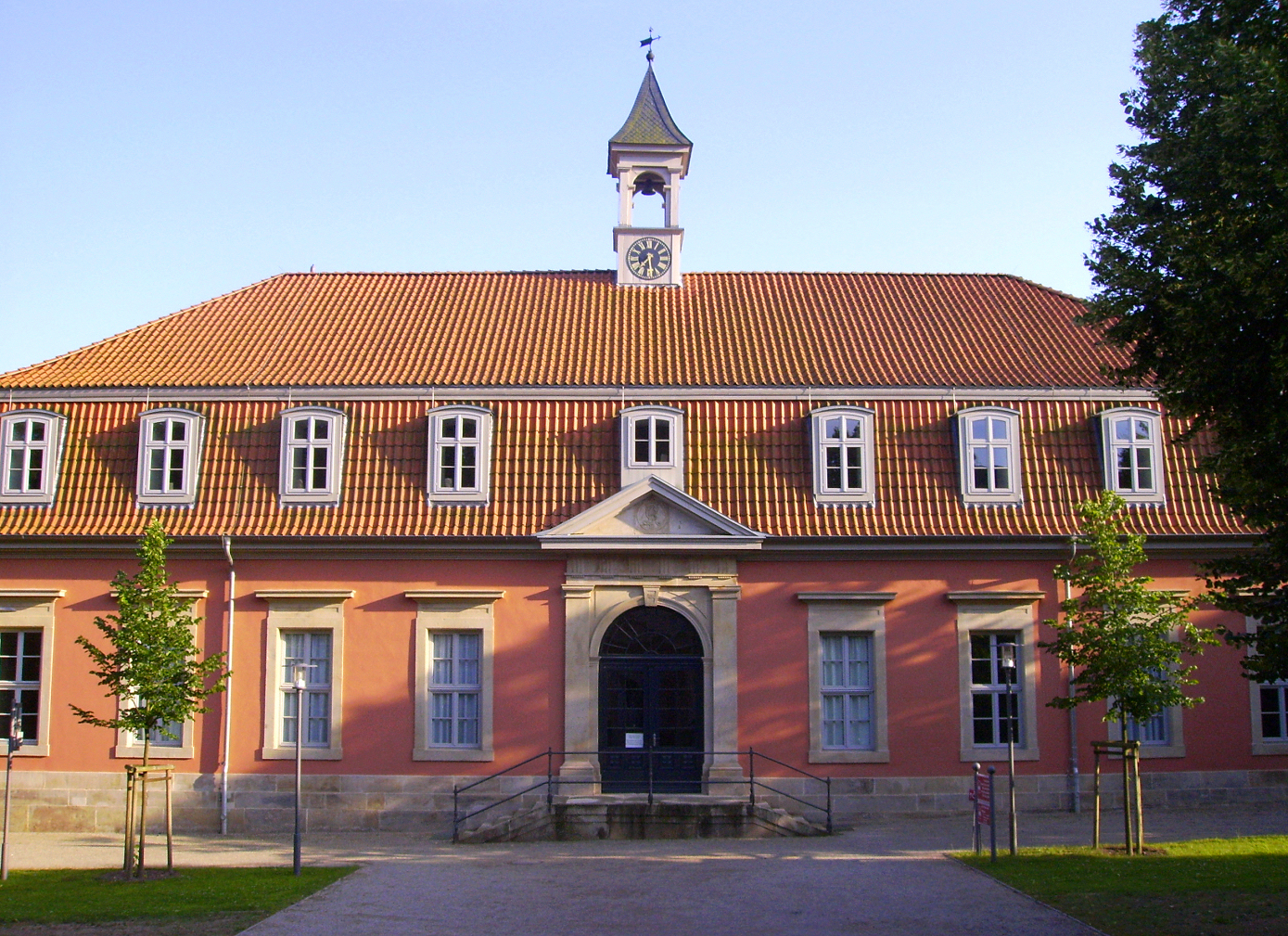
Das Neue Badehaus der Historischen Kuranlagen in Bad Rehburg

Die Stadt Rehburg-Loccum setzt sich seit 1974 aus den folgenden Ortsteilen zusammen:
1. Bad Rehburg
2. Loccum
3. Münchehagen
4. Rehburg
5. Winzlar

### Nachbargemeinden
Nachbargemeinden sind die Städte Wunstorf und Neustadt am Rübenberge in der Region Hannover, Petershagen im Kreis Minden-Lübbecke, Nordrhein-Westfalen sowie die Samtgemeinden Mittelweser im Landkreis Nienburg, Niedernwöhren und Sachsenhagen im Landkreis Schaumburg.

## Geschichte
Die Stadt entstand am 1. März 1974 aus dem Zusammenschluss der Stadt Rehburg, dem traditionsreichen Bad Rehburg – einst Staatsbad der Könige von Hannover –, Loccum, Münchehagen und Winzlar. In Rechtsnachfolge der Stadt Rehburg ist Rehburg-Loccum Mitglied der Calenberg-Grubenhagenschen Landschaft.
Der Rat der Stadt Rehburg-Loccum hat am 25. September 2013 einen Beschluss zur sozialethischen Rehabilitation der Opfer der Hexenprozesse gefasst.
Einwohnerentwicklung
| Jahr | Einwohner | Quelle |
| ---- | --------- | ------ |
| 1975 | 09.918 ¹  | [ 3 ]  |
| 1980 | 09.808 ¹  | [ 3 ]  |
| 1985 | 09.524 ¹  | [ 3 ]  |
| 1989 | 09.765 ¹  | [ 3 ]  |
| 1990 | 10.244 ¹  | [ 3 ]  |
| 1991 | 10.193 ¹  | [ 3 ]  |
| 1992 | 10.334 ¹  | [ 3 ]  |
| 1993 | 10.463 ¹  | [ 3 ]  |
| 1994 | 10.488 ¹  | [ 3 ]  |
| 1995 | 10.602 ¹  | [ 3 ]  |
| 1996 | 10.678 ¹  | [ 3 ]  |
| 1997 | 10.849 ¹  | [ 3 ]  |
| 1998 | 10.918 ¹  | [ 3 ]  |
| 1999 | 11.026 ¹  | [ 3 ]  |
| 2000 | 11.022 ¹  | [ 3 ]  |
| 2001 | 11.075 ¹  | [ 3 ]  |
| 2002 | 11.054 ¹  | [ 3 ]  |

| Jahr | Einwohner | Quelle |
| ---- | --------- | ------ |
| 2003 | 10.973 ¹  | [ 3 ]  |
| 2004 | 10.968 ¹  | [ 3 ]  |
| 2005 | 10.937 ¹  | [ 3 ]  |
| 2006 | 10.830 ¹  | [ 3 ]  |
| 2007 | 10.618 ¹  | [ 3 ]  |
| 2008 | 10.526 ¹  | [ 3 ]  |
| 2009 | 10.446 ¹  | [ 3 ]  |
| 2010 | 10.384 ¹  | [ 3 ]  |
| 2011 | 10.338 ¹  | [ 3 ]  |
| 2012 | 10.151 ¹  | [ 3 ]  |
| 2013 | 10.144 ¹  | [ 3 ]  |
| 2014 | 10.075 ¹  | [ 3 ]  |
| 2015 | 10.154 ¹  | [ 3 ]  |
| 2016 | 10.219 ¹  | [ 3 ]  |
| 2017 | 10.187 ¹  | [ 3 ]  |
| 2018 | 10.110 ¹  | [ 3 ]  |

¹ jeweils zum 31. Dezember
Davon in den Ortsteilen:
| Ortsteil    | 2001 | 2002 | 2003 | 2004 | 2005 | 2006 | 2007 | 2008 | 2009 | 2010 | 2011 | 2012 | 2013 |
| ----------- | ---- | ---- | ---- | ---- | ---- | ---- | ---- | ---- | ---- | ---- | ---- | ---- | ---- |
| Bad Rehburg | 750  | 727  | 739  | 714  | 730  | 708  |      |      | 601  | 625  | 618  | 657  | 649  |
| Loccum      | 3172 | 3186 | 3187 | 3190 | 3178 | 3132 |      |      | 2941 | 2953 | 2973 | 2959 | 2939 |
| Münchehagen | 2052 | 2043 | 2043 | 2033 | 2023 | 1997 |      |      | 2001 | 1957 | 1921 | 1898 | 1903 |
| Rehburg     | 3834 | 3867 | 3874 | 3852 | 3863 | 3863 |      |      | 3795 | 3781 | 3728 | 3728 | 3740 |
| Winzlar     | 1159 | 1147 | 1161 | 1166 | 1110 | 1096 |      |      | 1072 | 1064 | 1043 | 1060 | 1050 |

Die Altersgruppen der Einwohner teilen sich wie folgt auf (Stand 2006):
| Alter in Jahren | Anteil der Einwohner |
| --------------- | -------------------- |
| 0–6             | 05,9 %               |
| 7–18            | 14,8 %               |
| 19–25           | 06,5 %               |
| 26–45           | 28,1 %               |
| 46–65           | 25,2 %               |
| 66 und älter    | 19,5 %               |

## Religion
Evangelisch-lutherische Kirchen oder Kapellen befinden sich in allen Ortsteilen, eine katholische Kirche befindet sich im Ortsteil Rehburg. Im Ortsteil Rehburg befindet sich eine Moschee.

## Politik

### Rat der Stadt

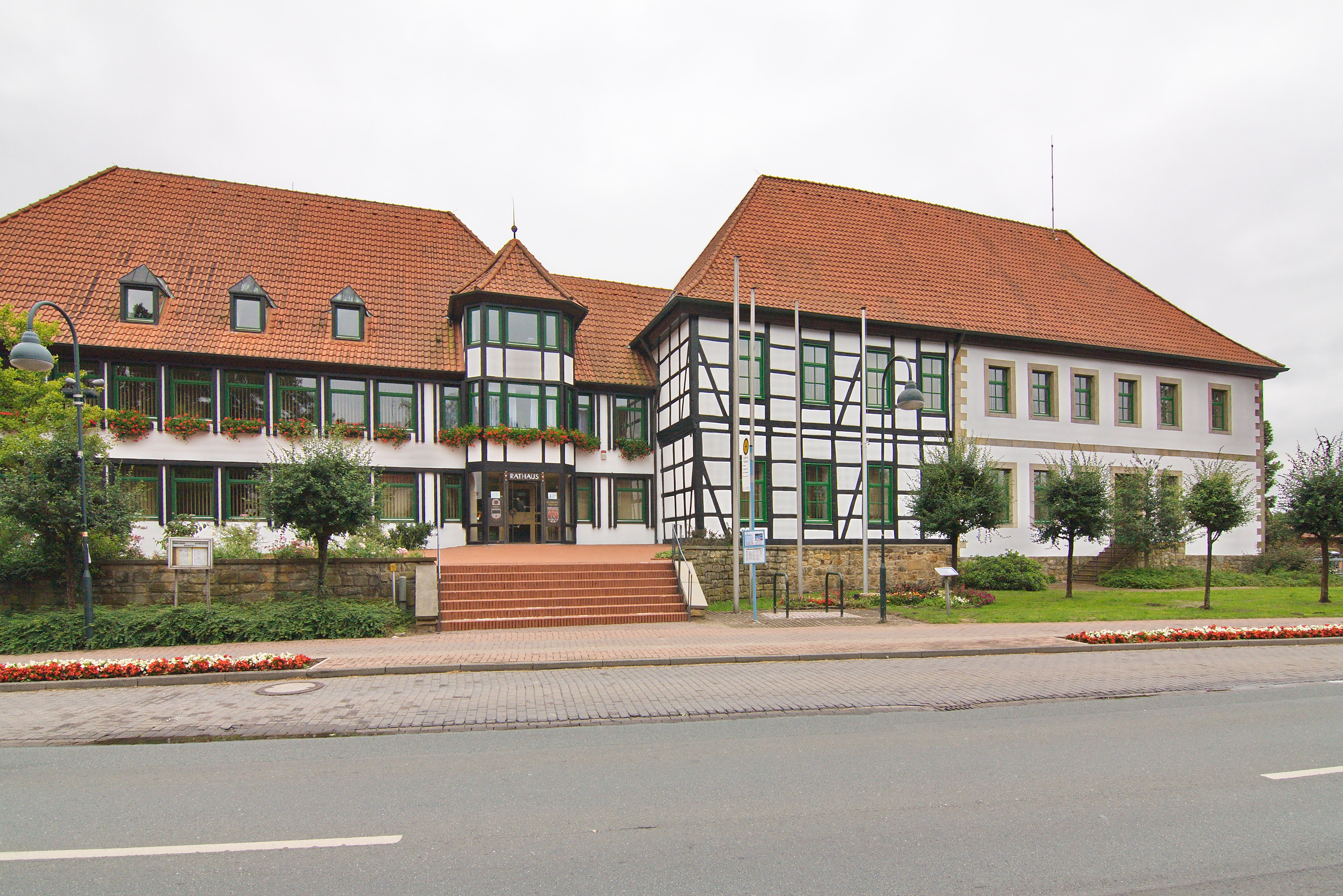
Das Rathaus der Stadt Rehburg-Loccum befindet sich im Ortsteil Rehburg

Der Rat der Stadt Rehburg-Loccum besteht aus 26 Mitgliedern. Dies ist die festgelegte Anzahl für eine Gemeinde mit einer Einwohnerzahl zwischen 10.001 und 11.000 Einwohnern. Der Rat wird bei den Kommunalwahlen für jeweils fünf Jahre gewählt. Die aktuelle Amtszeit begann am 1. November 2021 und endet am 31. Oktober 2026.
Stimm- und Sitzberechtigt im Rat ist außerdem der Bürgermeister.
Die letzte Kommunalwahl am 12. September 2021 ergab nach der Wahl die folgende Sitzverteilung:
| Partei | Stimmen | Sitze |
| ------ | ------- | ----- |
| SPD    | 44,60 % | 12    |
| CDU    | 29,44 % | 8     |
| GRÜNE  | 13,13 % | 3     |
| FDP    | 5,92 %  | 2     |
| AfD    | 5,27 %  | 1     |

### Bürgermeister
Der Bürgermeister der Stadt Rehburg-Loccum ist Martin Franke (parteilos).

### Wappen
Der Entwurf des sprechenden Wappens von Rehburg-Loccum stammt von dem Heraldiker und Autor Werner Kaemling, der sämtliche Wappen in der Region Hannover entworfen hat. Die Genehmigung des Wappens wurde durch den Regierungspräsidenten in Hannover am 17. Juli 1975 erteilt.
| Wappen von Rehburg-Loccum | Blasonierung: „In Silber ein rotes Torgebäude mit drei gezinnten Kuppeltürmen; im offenen Tor mit schwarzen Gittertorflügeln ein springender schwarzer Rehbock, im Schildfuß drei rote Rosen mit goldenem Fruchtstand und grünen Laubspitzen.“ |
| Wappen von Rehburg-Loccum | Wappenbegründung: Im Jahre 1974 beschloss der Rat der neugebildeten Verwaltungseinheit „Stadt Rehburg-Loccum“, sich um ein Wappen zu bemühen; in ihm sollten Symbole aus dem Wappen der Stadt Rehburg und der Gemeinde Loccum aufgenommen werden. So steht die rote Burgmauer mit dem Tor und den drei Türmen sowie der Rehbock für die Stadt Rehburg. Diese Symbole gingen in etwas veränderter Form in das neue Wappen ein. Aus dem Loccumer Wappen wurden die drei roten Rosen, das Wappenzeichen der Grafen Hallermund, übernommen. |

### Städtepartnerschaften
Die Stadt Rehburg-Loccum pflegt seit 1990 eine Städtepartnerschaft mit der Gemeinde Niederschöna (zwischen Freiberg und Dresden). Ihren Ursprung hat diese Städtepartnerschaft aus engen Verbindungen der Kirchengemeinde Loccum und Niederschöna, die schon viele Jahre vor der Wiedervereinigung Deutschlands bestand. Auf Wunsch der Gemeindevertretung der Gemeinde Niederschöna entstand dann die offizielle Partnerschaft zwischen den beiden Kommunen.

## Kultur und Sehenswürdigkeiten

### Bauwerke
- Die Historischen Kuranlagen bieten ein Museum zur Entwicklung der Heilbäder, Raum für kulturelle Veranstaltungen und Gastronomie. Zum Ensemble zählt auch die Friederikenkapelle, eine schlichte evangelische Kapelle aus dem 19. Jahrhundert.
- Die Kirche im Ortsteil Rehburg.
- Der Wilhelmsturm in den Rehburger Bergen ist ein beliebtes Ausflugsziel. Er wird vom Kulturererhaltungsverein Bad Rehburg betrieben, gehört jedoch zur Gemeinde Wölpinghausen.
- Bekannteste Institution der Stadt ist das Kloster Loccum, von dem auch kulturelle Impulse ausgehen. Im Klosterforst befinden sich weitere Sehenswürdigkeiten, wie die Luccaburg als mittelalterlicher Burghügel einer Motte.
- Von überregionaler Bedeutung ist auch das Freilichtmuseum Dinosaurier-Park Münchehagen (Dino-Park).
- Seit 1984 steht der Stadt ein Kulturzentrum im Gebäude des Ratskellers in Rehburg zur Verfügung, das neben der städtischen Bücherei und einem Jugendzentrum vor allem den Bürgersaal beherbergt, der für kulturelle Veranstaltungen genutzt wird. Das Heimatmuseum mit Exponaten zur Stadtgeschichte Rehburgs wird von einem Verein betrieben.

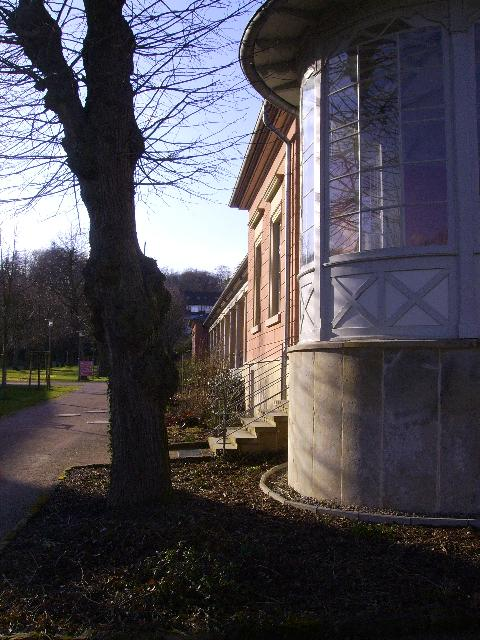
Wandelhalle der Historischen Kuranlagen in Bad Rehburg
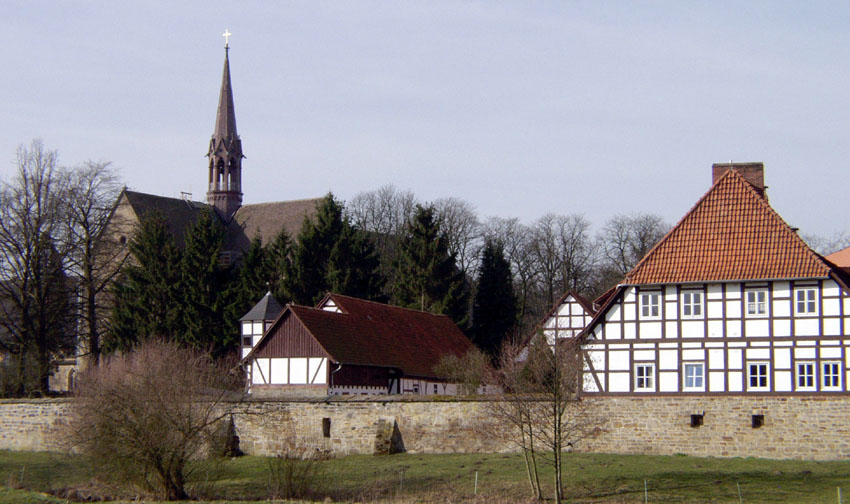
Das 1163 gegründete Zisterzienser-Kloster Loccum
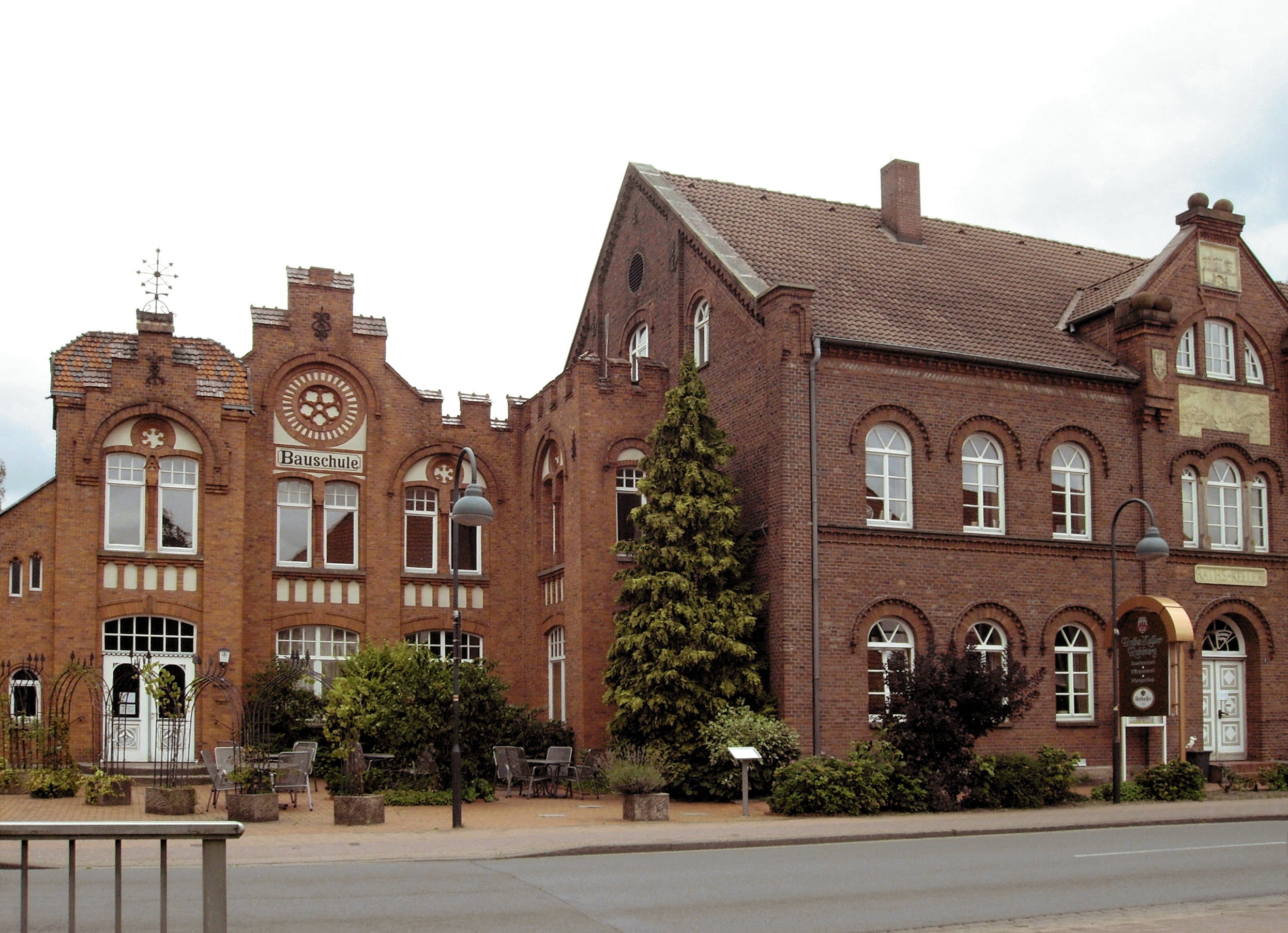
Der Ratskeller beherbergt ein Restaurant, das Jugendzentrum und den Bürgersaal (ehemalige Bauschule)

Siehe auch: Liste der Baudenkmale in Rehburg-Loccum

### Grünflächen und Naherholung

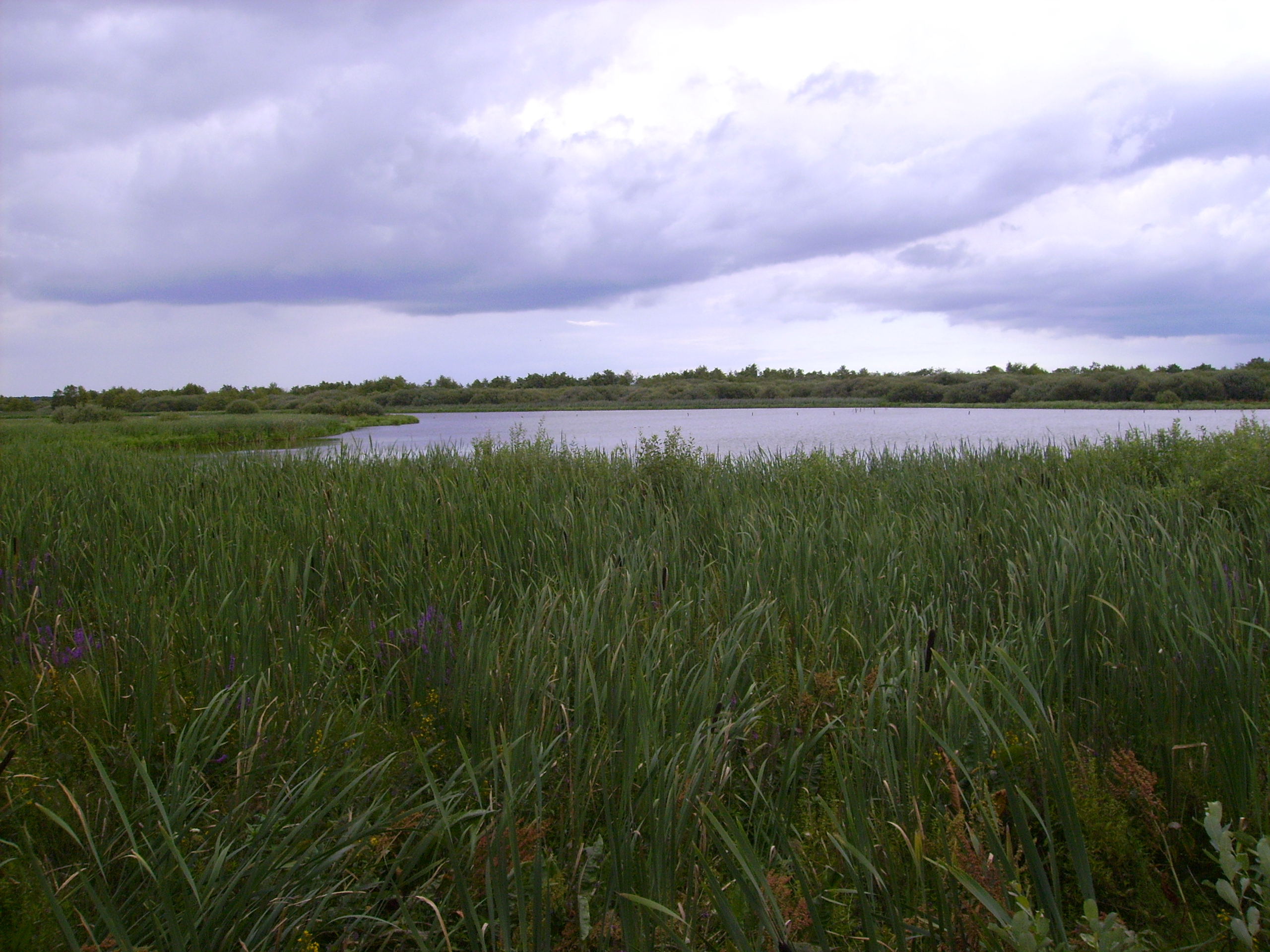
Blick auf die „Schwimmenden Meerbruchswiesen“ am Steinhuder Meer

Sehenswert sind die am Steinhuder Meer gelegenen „Schwimmenden Meerbruchswiesen“ bei Winzlar, wo es eine beträchtliche Artenvielfalt an Vögeln und Pflanzen gibt. Dort befindet sich die Ökologische Schutzstation Steinhuder Meer (ÖSSM).

### Sport
Die Stadt Rehburg-Loccum hat insgesamt folgende fünf große Sportvereine.
RSV Rehburg
Der RSV Rehburg mit 610 Mitgliedern wurde 1946 gegründet und ist der jüngste der fünf Sportvereine. Der Verein zählt 610 Mitglieder.
TV Jahn Rehburg
Der TV Jahn Rehburg wurde im Jahr 1906 gegründet und hat 70 Mitglieder.
TSV Loccum
Der TSV Loccum mit 850 Mitgliedern wurde 1895 gegründet und ist der älteste Sportverein der Stadt.
TV Eiche Winzlar
Der TV Eiche Winzlar wurde 1910 gegründet und zählt 84 Mitglieder.
VFL Münchehagen
Der VFL Münchehagen wurde 1921 gegründet und hat 400 Mitglieder.
Rehburg-Loccum besitzt zwei Tennisanlagen in Rehburg und Loccum sowie ein Freizeitbad in Münchehagen und ein Hallenbad in Rehburg. Im Ortsteil Rehburg befinden sich zwei Sportplätze, in Winzlar einer und in Münchehagen und Loccum jeweils zwei. Ein 18-Loch-Golfplatz wird in Loccum betrieben.
Die Umgebung von Rehburg-Loccum bietet günstige Voraussetzungen zum Wandern (Rehburger Berge), zum Surfen und Segeln (Steinhuder Meer) und für Fahrradtouren (Steinhuder Meer, Wesermarsch).
Der Ortsverband der DLRG in Rehburg-Loccum bietet als gemeinnütziger Verein, Schwimmsport bzw. Rettungssport an. Darüber hinaus unterhält er eine Schnelleinsatzgruppe Wasserrettung mit einem Einsatztauchtrupp und zwei Motorrettungsbooten.

### Musik
In den Ortsteilen Rehburg, Münchehagen und Loccum gibt es jeweils einen Spielmannszug, wobei der Rehburger einen überregionalen Bekanntheitsgrad hat. Er erreichte den dritten Platz bei der Deutschen Meisterschaft der Spielleute 2007. Darüber hinaus verfügt die Rehburger Feuerwehr über eine Kapelle. Das Blasorchester der Freiwilligen Feuerwehr Loccum ist über die Grenzen von Rehburg-Loccum bekannt.

## Wirtschaft und Infrastruktur

### Wirtschaft
In Rehburg ist der Milchverarbeitungsbetrieb frischli ansässig.

### Öffentliche Einrichtungen
Eine städtische Bibliothek wird in Rehburg betrieben, eine kirchliche in Loccum.

### Bildung
Die Stadt betreibt in mehreren Ortsteilen Kindergärten. In Rehburg und Münchehagen befindet sich je eine Grundschule. Als weiterführende Schule ist eine Oberschule (vorher Haupt- und Realschule, bis zum Jahre 2004 zusätzlich mit einer Orientierungsstufe) in Loccum eingerichtet worden. In Rehburg wurde die Wilhelm-Busch-Schule als Förderschule für lernschwache Kinder errichtet. Die Evangelische Akademie Loccum veranstaltet mehr als 60 Tagungen, Workshops und Seminare im Jahr zu allen Politikfeldern: Theologie, Recht, internationale Politik, Umweltpolitik, Bildung und Jugendpolitik, Kultur und Wirtschafts- und Sozialpolitik. Das RPI (Religionspädagogisches Institut Loccum) bietet zentrale Fort- und Weiterbildungen für Lehrer und kirchliche Mitarbeiter an.

### Verkehr
Rehburg-Loccum liegt knapp 40 km nordwestlich von Hannover und ist mit dem Auto über die Autobahn 2 und die Bundesstraße 6, die wenige Kilometer nördlich des Stadtgebietes verläuft, sowie die Bundesstraßen 441 und 482 zu erreichen. Durch die Ortsteile Loccum, Münchehagen und Bad Rehburg verläuft die Bundesstraße 441, die direkt nach Hannover führt. Nächstgelegene Autobahnanschlussstellen an die A 2 sind Wunstorf (Luthe und Kolenfeld) und Porta Westfalica. Beide Anschlussstellen sind von Rehburg aus innerhalb von ca. 30 Minuten zu erreichen. Außerdem befindet sich Rehburg-Loccum im Einzugsgebiet des Flughafens Hannover sowie in der Einflugschneise des Fliegerhorstes Wunstorf.
Im Stadtgebiet wird ein Bürgerbussystem betrieben, das im Stundentakt alle Ortsteile anfährt. Der Linienbusbetrieb wird von der Verkehrsgesellschaft Landkreis Nienburg mit Verbindungen in Richtung Nienburg sowie der  Regiobus Hannover in Richtung Stolzenau und Wunstorf abgewickelt. Eingebettet sind Expressbusse, die zu einer erheblichen Fahrzeitverkürzung beitragen. Bahnhöfe befinden sich in Leese-Stolzenau, Nienburg/Weser und Wunstorf.
Die früher durch das Stadtgebiet führende Bahnstrecke Stadthagen–Stolzenau sowie die Steinhuder Meer-Bahn existieren nicht mehr.

## Persönlichkeiten

### Söhne und Töchter der Stadt
- Magdalene bey der Koppeln († 1628 in Loccum), erstes Opfer der Hexenverfolgungen
- Ludwig Gottlieb Crome (1742–1794), Schulrektor und Autor
- Friedrich August Crome (1757–1825), lutherischer Pfarrer
- Heinrich Abel (1908–1965), Pädagoge
- Gerhard Hahn (* 1946), Zeichentrickfilmregisseur
- Günter Hermann (* 1960), Fußballspieler und Weltmeister 1990

### Personen, die mit der Stadt in Verbindung stehen
- Friedrich Andreas Crome (1705–1778), lutherischer Pastor u. a. in Rehburg
- Ernst Jünger (1895–1998), Schriftsteller, lebte in seiner Jugend in Rehburg
- Thea von Trainer-Graumann (* 1928), Schriftstellerin und Lyrikerin, lebte in Rehburg-Loccum (Gieseweg)
- Horst Hirschler (1933–2023), Theologe und Abt des Loccumer Klosters
- Lucius B. Reichling (1947–2012), Sänger und Mitbegründer der Band Truck Stop, lebte in seiner Jugend in Loccum
- Sebastian Edathy (* 1969), Politiker (SPD) und ehemaliges MdB, wohnte in Rehburg